# Sociedad El Sitio
La Sociedad El Sitio es una organización cultural fundada en 1875 en Bilbao (Vizcaya, España).

## Historia

### Primera etapa
La Sociedad "El Sitio" fue fundada en Bilbao el 19 de marzo de 1875, en recuerdo de los "sitios" a los que fue sometida la capital vizcaína en 1835, 1836 y 1874 durante la primera y segunda guerra carlista. Por estos hechos históricos, Bilbao recibió el título de "invicta" villa y aunque el peso de la defensa recayó fundamentalmente en las fuerzas armadas, el apoyo de la sociedad bilbaína y el cuerpo cívico-militar que se creó para tal fin, conocido como "Batallón de Auxiliares" tuvo un papel destacable. Este batallón se componía de más de un millar de civiles.
El origen de los fundadores y del nombre de "El Sitio"  proviene de las reuniones que organizaban este grupo de auxiliares en la zona conocida como el Arenal, debajo de un tilo, durante el sitio de Bilbao. Sin embargo, fue el 1 de octubre de 1875, cuando se funda oficialmente esta Sociedad. El artículo 1º de su reglamento la define como: “Un centro de carácter eminentemente liberal creado para conmemorar los hechos gloriosos que le han valido a Bilbao el título de Invicta; esencialmente inspirado en los principios patrióticos españoles, liberales y democráticos a los que acomodará siempre sus actos, así dentro como fuera de su domicilio social; es también un centro de recreo y de difusión de la cultura. En sus salones se organizarán conferencias instructivas y fiestas artísticas. Tendrá una biblioteca para usos de socios y proporcionará a los mismos distracciones, recreos y reuniones, no vedadas por las leyes”.
En el año 1888 comienza la edificación de la sede en la calle Bidebarrieta de Bilbao, siendo inaugurada el 12 de diciembre de 1890. Este edificio fue conocido como “Palacio de las Libertades”. La sociedad desplegaba una intensa actividad social que incluía actos culturales y tertulias sobre temas diversos. Sus instalaciones y servicios incluían gimnasio, salón de baile, escuela de esgrima, restaurante, café, salón de actos conmemorativos y un casino. En sus salones, impartieron conferencias pensadores como Miguel de Unamuno, Manuel Azaña, Indalecio Prieto, Federico García Lorca, José Ortega y Gasset, entre otros. Conectó con las generaciones literarias de 1898, 1927 y con el movimiento cultural de 1914. Esta sede fue incautada al inicio de la guerra civil española, y nunca devuelta por el Estado. Actualmente es la sede de la Biblioteca Municipal de Bidebarrieta.

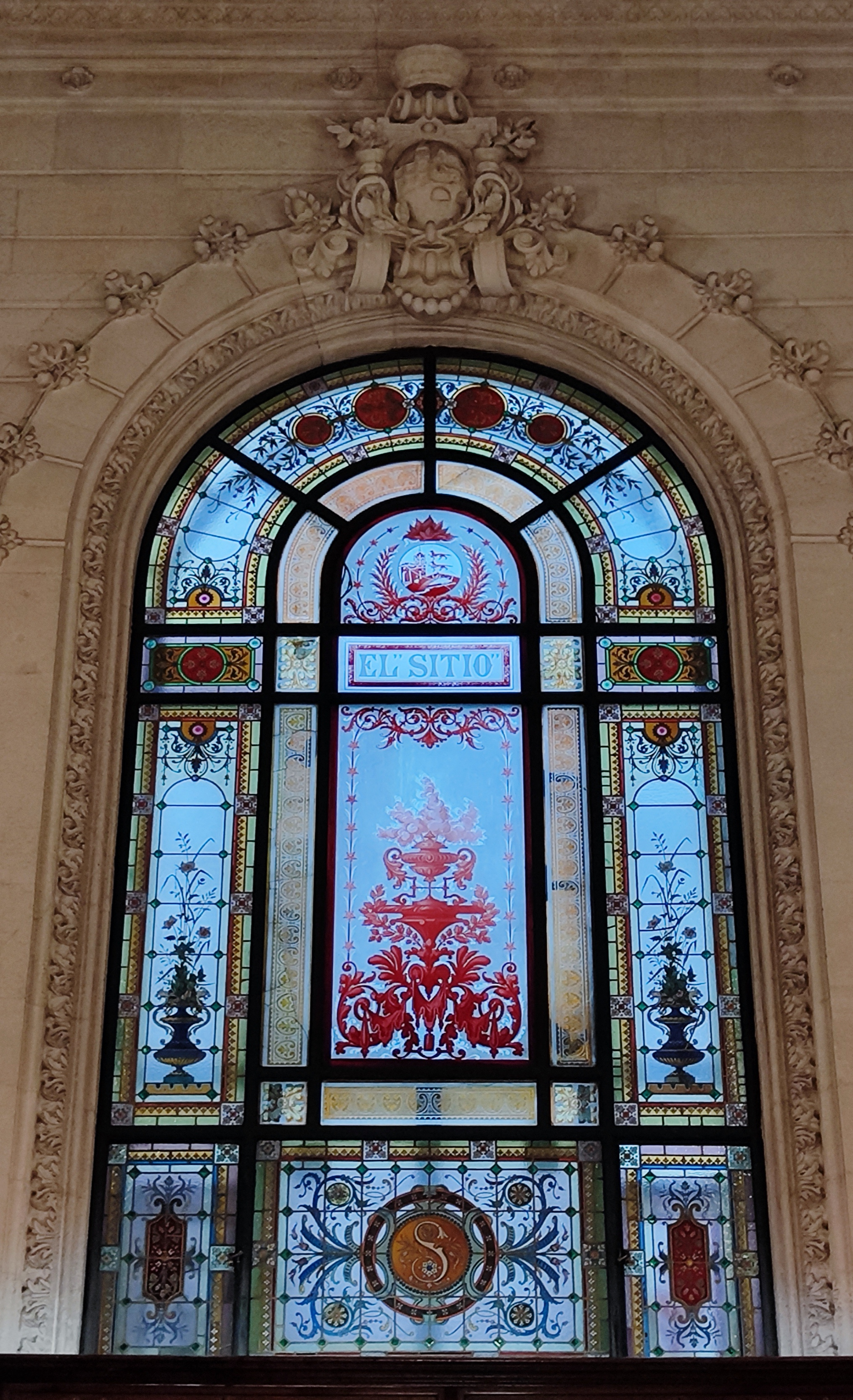
Vidriera con "El Sitio"

La simbología de "El Sitio" se conserva en su nombre, y principalmente en la celebración que rememora los hechos que contribuyeron a su fundación; esto es, el 25 de diciembre de 1836, fecha del levantamiento del segundo sitio de Bilbao, cuando se concedió a Bilbao el título de "Noble y Muy Leal Invicta Villa"; y el 2 de mayo de 1874, fecha de la entrada de las tropas liberales en Bilbao. En estas dos fechas los socios subían la escalinata de Begoña en procesión cívica al cementerio civil de Mallona. Esta tradición se mantiene hasta el día de hoy.

### Segunda etapa
Tras la guerra civil española y la dictadura del general Francisco Franco, en 1980 se reactiva la Sociedad. En esta etapa se vuelve a impulsar la actividad cultural. A su tribuna acuden los personajes más destacados de la escena política, intelectual y cultural de España. El año 2000 celebró su 125 aniversario y en el año 2003 se concede la Placa de Honor de la Orden del Mérito Civil y la Placa de Honor de la Orden del Mérito Constitucional.
En el año 2006 los fines de la Sociedad, tal como contiene el artículo segundo de sus Estatutos son: "la lucha por la libertad, el pluralismo político y la tolerancia como elementos fundamentales y base sustancial del liberalismo democrático. El respeto a la Constitución Española de 1978 y al Estatuto de Gernika de 1979 así como todo el ideario que en ambos cuerpos legislativos se incluyen".